# Elevado da Perimetral
O Elevado da Perimetral, também conhecido como Via Elevada da Perimetral, foi uma via suplementar sobre a avenida Rodrigues Alves, que ligava os principais entroncamentos rodoviários do Rio de Janeiro. Atendendo a zona Norte, o elevado interligava 70% do trânsito que partia da zona Sul em direção à ponte Rio-Niterói, à Linha Vermelha e à avenida Brasil e seguia sobre a avenida Rodrigues Alves até a região do aeroporto Santos Dumont, onde se unia com a avenida Infante Dom Henrique no Aterro do Flamengo, ligando-se diretamente à avenida Atlântica e outras vias marginais à orla na zona sul.
Cortava os bairros do Caju, parte de São Cristóvão, Santo Cristo, Gamboa e Saúde, com circulação pelo elevado estimada em quarenta mil veículos.
Era uma das mais importantes vias da cidade, permitindo o acesso direto ao aeroporto Santos Dumont e à ponte Rio-Niterói, além de interligar a própria ponte, a Linha Vermelha, a Linha Amarela, a rodovia Washington Luís (BR-040), a Via Dutra (BR-116), a antiga estrada Rio–São Paulo (BR-465) e a rodovia Rio-Santos (BR-101), garantindo, assim, ligação direta com a Baixada Fluminense, a zona Norte, a zona Sul, a zona Oeste e, opcionalmente, ao Centro carioca.
Iniciada nos anos 1950, a construção do elevado foi feita em etapas, tendo sido inaugurado um trecho de cada vez. O primeiro trecho foi o que ligava o aeroporto Santos Dumont e a Igreja de Nossa Senhora da Candelária, inaugurado em 1960. O elevado, em boa parte desse trecho, se situava acima da avenida Alfred Agache e do antigo túnel Engenheiro Carlos Marques Pamplona — hoje incorporado ao túnel Prefeito Marcello Alencar — na Praça XV.
O segundo trecho teve obras iniciadas em 1968, levando dez anos para se concluir. O trecho inaugurado, em 1978, compreendia o entorno da zona Portuária, e na sua maior parte, se situava acima da avenida Rodrigues Alves.

## Críticas
O viaduto costumava ser criticado por ter mudado consideravelmente a estética do Cais da Gamboa e por bloquear a vista da cidade, de quem está vindo de navio, bem como bloquear a vista do mar para quem está em terra. Na área sobre a avenida Rodrigues Alves, havia também a queixa de que o viaduto deixava a avenida mais perigosa, reduzindo a iluminação e tornando o lugar ermo, propício para assaltos. Além da questão estética, o viaduto também desvalorizou as casas localizadas no entorno da avenida, dando um aspecto sombrio ao lugar.
No traçado, cuja meta era desviar o tráfego intenso vindo da avenida Brasil para o centro carioca, houve uma falha de projeto, com a inclusão de duas alças de acesso ao viaduto, uma na avenida Rodrigues Alves, em direção norte, e outra na Candelária, em sentido sul e a menos de quinhentos metros do final do viaduto, de modo que as duas inclusões produziam um efeito de afunilamento ou gargalo, causando os engarrafamentos.

## Demolição

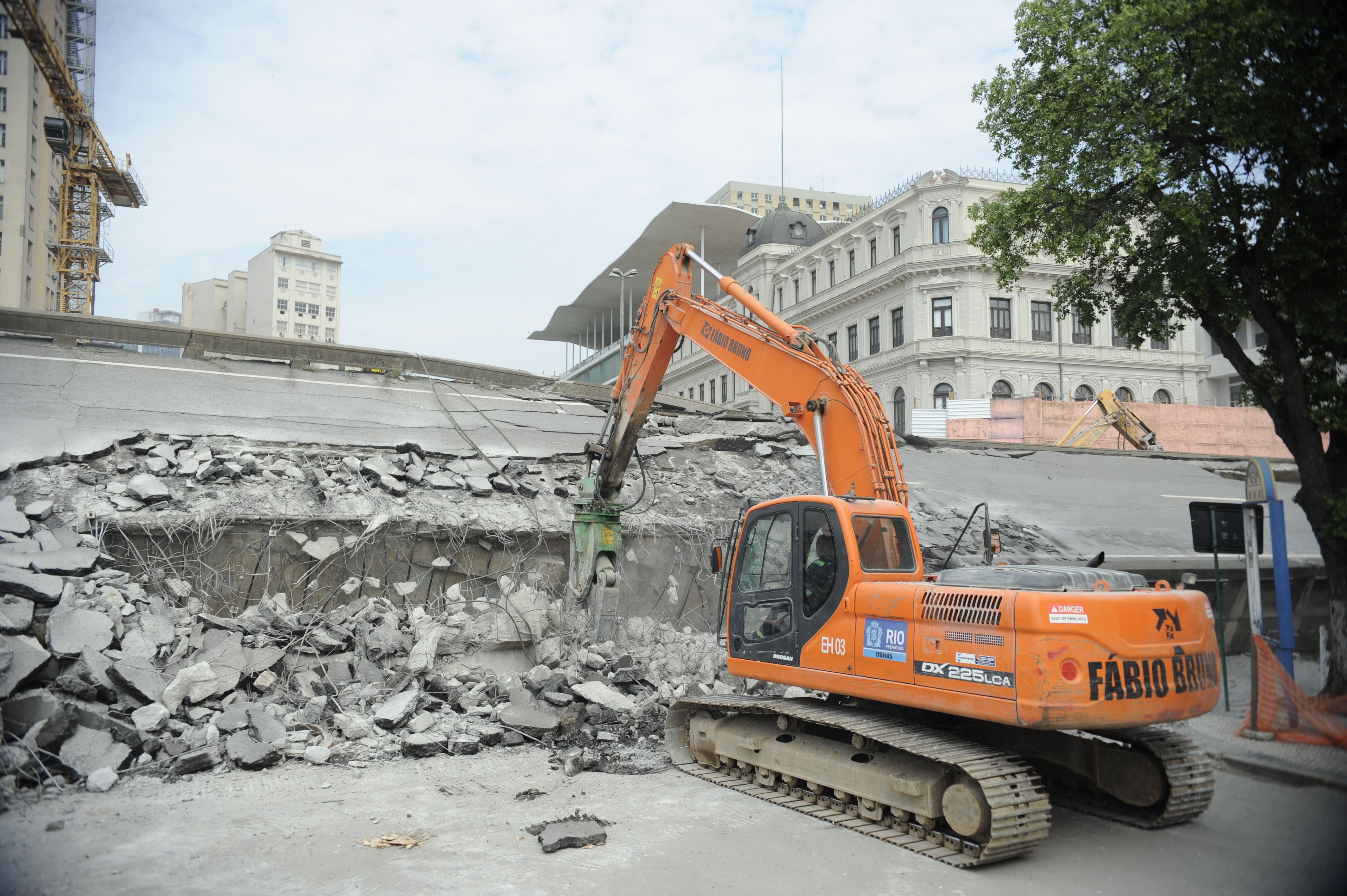
Prefeitura do Rio de Janeiro implode mais 300 metros do Elevado da Perimetral, em 20 de abril de 2014. (Foto: Tânia Rêgo/Agência Brasil)

Por vinte anos, políticos e urbanistas discutiram a demolição do elevado da Perimetral, pois ele não se harmonizaria com a zona portuária. As obras de demolição faziam parte do projeto Porto Maravilha e estavam previstas para começar entre 2011 e 2013, logo após a construção da Via Binário do Porto e dos túneis do Binário e da Via Expressa, que convergiriam, em passagens subterrâneas, todo o tráfego de veículos que circulava pelo elevado, somado ao preexistente abaixo da praça XV e que atendia o centro da cidade. A demolição foi feita por partes, sendo a primeira parte efetuada em novembro de 2013. A última implosão do elevado foi feita efetuada em abril de 2014.
Durante as obras de demolição, seis vigas de aço, avaliadas em cerca de 100 mil reais, desapareceram da zona portuária e nunca foram recuperadas.

### Crítica à demolição
Houve quem propusesse, ao invés da demolição, o uso para jardins suspensos ou para trens de monotrilhos, mais econômicos e sustentáveis com baixo ruído interligando os dois aeroportos do Rio de Janeiro: o Tom Jobim, na Ilha do Governador (zona Norte) e o Santos Dumont (no Centro).